# Нижньоалькашево
Нижньоалька́шево (рос. Нижнеалькашево, башк. Түбәнге Әлкәш) — присілок у складі Дюртюлинського району Башкортостану, Росія. Входить до складу Ісмаїловської сільської ради.
Населення — 145 осіб (2010; 138 у 2002).
Національний склад:
- татари — 54 %
- башкири — 45 %

У присілку народився повний кавалер ордена Слави Заріпов Зінур Заріпович (1915-1995).